# Serixia botelensis
Serixia botelensis là một loài bọ cánh cứng trong họ Cerambycidae.